# Eurobradysia longicollis
Eurobradysia longicollis är en tvåvingeart som beskrevs av Edwards 1934. Eurobradysia longicollis ingår i släktet Eurobradysia och familjen sorgmyggor. Inga underarter finns listade i Catalogue of Life.